# Kreissparkasse Stade
Die Kreissparkasse Stade ist eine von zwei öffentlich-rechtlichen Sparkassen mit Sitz in Stade in Niedersachsen. Ihr Geschäftsgebiet ist der Landkreis Stade, jedoch ohne die Hansestadt Stade, die Gemeinde Jork und die Samtgemeinde Lühe, welche alle durch die Sparkasse Stade-Altes Land betreut werden; sowie ohne die Hansestadt Buxtehude, in der die Sparkasse Harburg-Buxtehude vertreten ist.
Die Kreissparkasse Stade wies im Geschäftsjahr 2023 eine Bilanzsumme von 2,24 Mrd. Euro aus und verfügte über Kundeneinlagen von 1,454 Mrd. Euro. Gemäß der Sparkassenrangliste 2023 liegt sie nach Bilanzsumme auf Rang 218. Sie unterhält 20 Filialen/Selbstbedienungsstandorte und beschäftigt 352 Mitarbeiter.

## Organisationsstruktur
Die Kreissparkasse Stade ist eine Anstalt des öffentlichen Rechts. Rechtsgrundlagen sind das Niedersächsische Sparkassengesetz und die durch den Landkreis Stade als Träger der Sparkasse erlassene Satzung. Organe der Sparkasse sind der Vorstand und der Verwaltungsrat.

## Sparkassen-Finanzgruppe
Die Kreissparkasse Stade ist Teil der Sparkassen-Finanzgruppe und gehört damit auch ihrem Haftungsverbund an. Er sichert den Bestand der Institute und sorgt dafür, dass sie auch im Fall der Insolvenz einzelner Sparkassen alle Verbindlichkeiten erfüllen können. Die Sparkasse vermittelt Bausparverträge der regionalen Landesbausparkasse, offene Investmentfonds der Deka und Versicherungen der VGH Versicherungen. Im Bereich des Leasing arbeitet die Kreissparkasse Stade mit der  Deutschen Leasing zusammen. Die Funktion der Sparkassenzentralbank nimmt die Nord/LB wahr.

## Geschichte
Am 1. September 1843 wurde in Freiburg/Elbe unter Garantie der Landesversammlung des dortigen Gräfengerichts die Sparkasse für das Land Kehdingen, Freiburgischen Theils eröffnet. Es war die siebtälteste Sparkasse im Elbe–Weser Raum.
In Harsefeld wurde am 1. Februar 1854 eine Privatsparkasse eröffnet. Am 8. Oktober 1856 wurde diese in ein von 18 Gemeinden des Amtes Harsefeld garantiertes öffentliches Institut umgewandelt. Am 1. April 1857 wurde in Assel unter Garantie der dortigen Amtsversammlung die Sparkasse für den Bezirk des Amts Wischhafen eröffnet. Am 1. Oktober 1871 nahm in Himmelpforten die Sparkasse der Gemeinden des Amtes Himmelpforten ihre Geschäfte auf.
Im April 1885 gingen die Sparkassen in Freiburg/Elbe und Assel auf den neuen Kreis Kehdingen als gemeinsamer Garantieträger über und hießen nunmehr Kreissparkassen. Die Sparkassen in Harsefeld und Himmelpforten dagegen wurden nicht auf den neuen Kreis Stade überführt, sondern blieben den sie jeweils tragenden Gemeinden vorbehalten. Am 1. Juli 1920 trat durch Umwandlung eines 1896 gegründeten genossenschaftlichen Kreditinstitut die Sparkasse Horneburg ins Leben.
Am 1. Januar 1932 wurde die Sparkasse des Kreises Kehdingen zu Assel mit dem Schwesterinstitut in Freiburg fusioniert und sank zu deren Hauptzweigstelle ab. Im April 1934 wurden die Sparkassen in Harsefeld, Himmelpforten und Horneburg auf die Freiburger Sparkasse überführt, deren Gewährträger seit Oktober 1932 der damals aus den Altkreisen Stade, Jork und Kehdingen entstandene neue Landkreis Stade ist. Am 1. Juli 1934 verlegte diese Sparkasse des Kreises Stade zu Freiburg / Elbe ihren Sitz nach Stade und führt seitdem den Firmennamen Kreissparkasse Stade.

## Stiftungen
Von der Kreissparkasse Stade wird neben der „Alles Gute-Stiftung“ auch die Bürger-Stiftung verwaltet.

### Die Alles Gute-Stiftung
Die „Alles Gute-Stiftung“ wurde im Jahr 1993 gegründet. Sie fördert die Bereiche Kunst, Kultur, Natur- und Umweltschutz, Jugend und Soziales im Landkreis Stade. Das Kapital beläuft sich derzeit auf rund 2,73 Millionen Euro. Über die Mittelverwendung entscheiden der Vorstand und/oder das Kuratorium. Gefördert wurden mit Mitteln aus der Stiftung beispielsweise das Natureum Niederelbe, die Ausstellung „Abschied vom AKW Stade“ im Schwedenspeicher-Museum und die Sanierung der Neulander Ziegeleischleuse.

### Die Bürger-Stiftung
Die Bürger-Stiftung wurde 1998 gegründet. Das Kapital der Stiftung wird angelegt und die daraus resultierenden Erträge werden für die Förderung  in den Bereichen Soziales, Wissenschaft, Kultur, Sport, Umwelt- und Denkmalschutz eingesetzt. Die Stifter können Einfluss auf die Verwendung der Erträge nehmen. Seit Gründung der Stiftung wurden mehr als 640 Institutionen mit rund 489.000 Euro gefördert. Für Privatpersonen besteht die Möglichkeit ab einem Betrag von 50.000 Euro eine „eigene“, unselbstständige Stiftung unter dem Dach der Bürger-Stiftung zu errichten. Den Namen und den Verwendungszweck der Mittel können von den Gründern bestimmt werden. Derzeit gibt es fünf solcher Unterstiftungen: die Tierhilfe-Stiftung, die MYRIAM C. GRASS Stiftung und die Diercks-Diekhof-Stiftung, sowie die Rosa und Günter Bischoff-Stiftung und die BÖRNE-Stiftung.